# Koninklijke wachtkamer
Een koninklijke wachtkamer is een ruimte op een spoorwegstation die is ingericht om gebruikt te worden door de koninklijke familie  als die per trein op reis gaat.
Volgens het protocol hoeft de koning(in) nooit te wachten. Dus als de monarch ergens arriveert, is alles reeds in gereedheid.
Bij een treinreis is dit echter niet haalbaar. Het station is nodig voor de reguliere treindiensten en het is daardoor niet mogelijk dat de koninklijke trein vooraf langs het perron wordt gezet, in afwachting van de koninklijke familie.
Daarom zijn sommige stations voorzien van een wachtkamer met enig comfort en voldoende privacy. Het spreekt vanzelf dat men een dergelijke wachtkamer aantreft op stations die zich in de buurt van koninklijke paleizen bevinden.
Sinds koninklijke personen in de tweede helft van de 19e eeuw per trein gingen reizen, kwamen er zowel koninklijke rijtuigen als wachtruimten voor hen beschikbaar. Bij de bouw van representatieve nieuwe stations in de nabijheid van een paleis werden in de tweede helft van de 19e eeuw ook koninklijke wachtkamers ingebouwd.

## Koninklijke wachtkamers in België

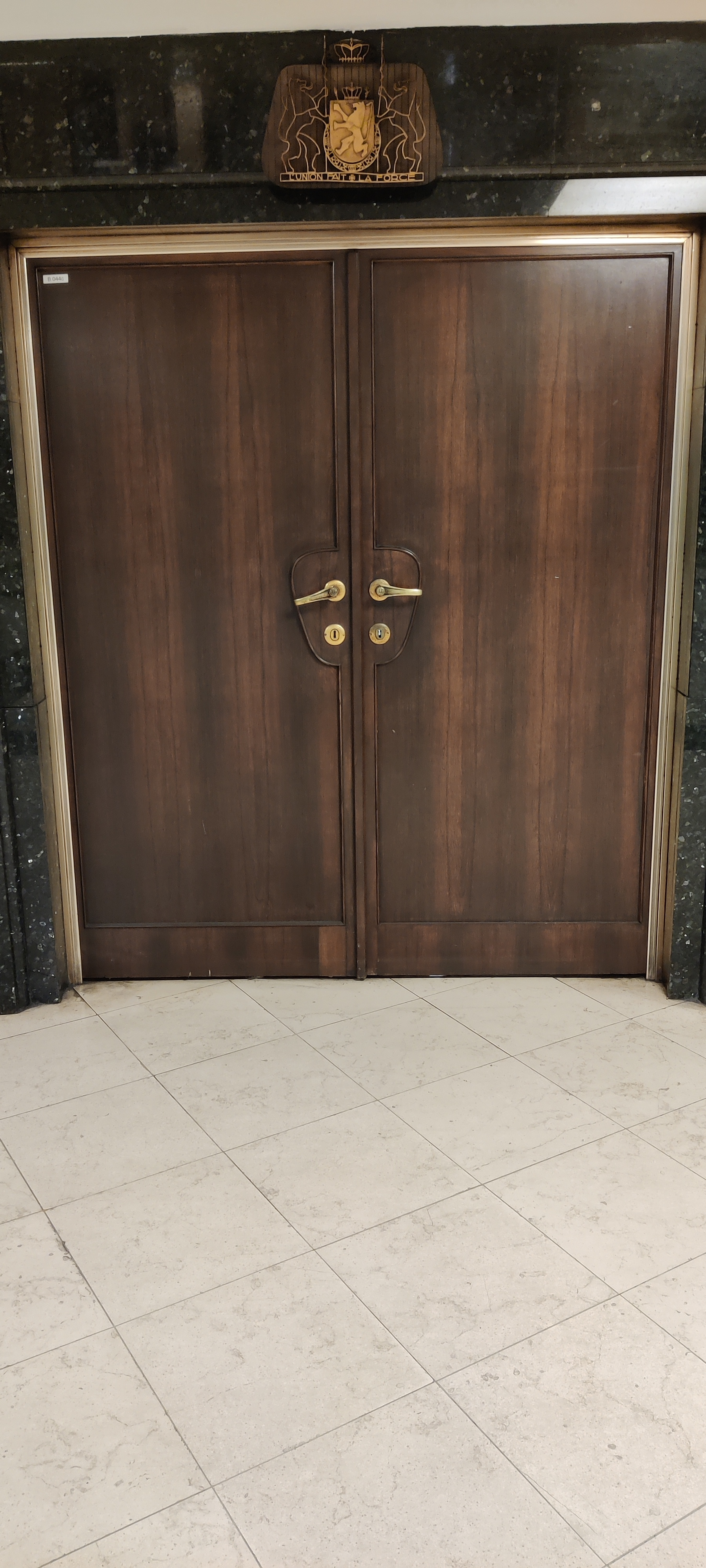
Deur van de koninklijke loge Brussel-Centraal

Station Brussel-Centraal kent nog een Koninklijke Loge. De loge wordt weinig door de koninklijke familie gebruikt en deze heeft het eigendom ook overgedragen aan de NMBS. De loge wordt sindsdien ook gebruikt voor lezingen en andere socioculturele activiteiten.
Andere stations in België met een Koninklijke Loge waren het Noordstation en het Zuidstation.

## Koninklijke wachtkamers in Denemarken
In Denemarken zijn drie stations voorzien van een koninklijke wachtkamer:
- Københavns Hovedbanegård[3]
- Station Fredensborg
- Station Gråsten

De wachtkamer van Gråsten is niet meer in gebruik.

## Koninklijke wachtkamers in Nederland
De volgende Nederlandse stations hebben of hadden een koninklijke wachtkamer:
- Amsterdam Centraal (1889; bij paleis op de Dam)
- Baarn (1874; bij paleis Soestdijk)
- Den Haag HS (1893)
- Den Haag SS (1870-1973; sinds 2004 in het Spoorwegmuseum)
- Apeldoorn (1876-1976; bij paleis Het Loo)
- Station Vlissingen Haven (1894-1944; veerdienst naar Engeland)

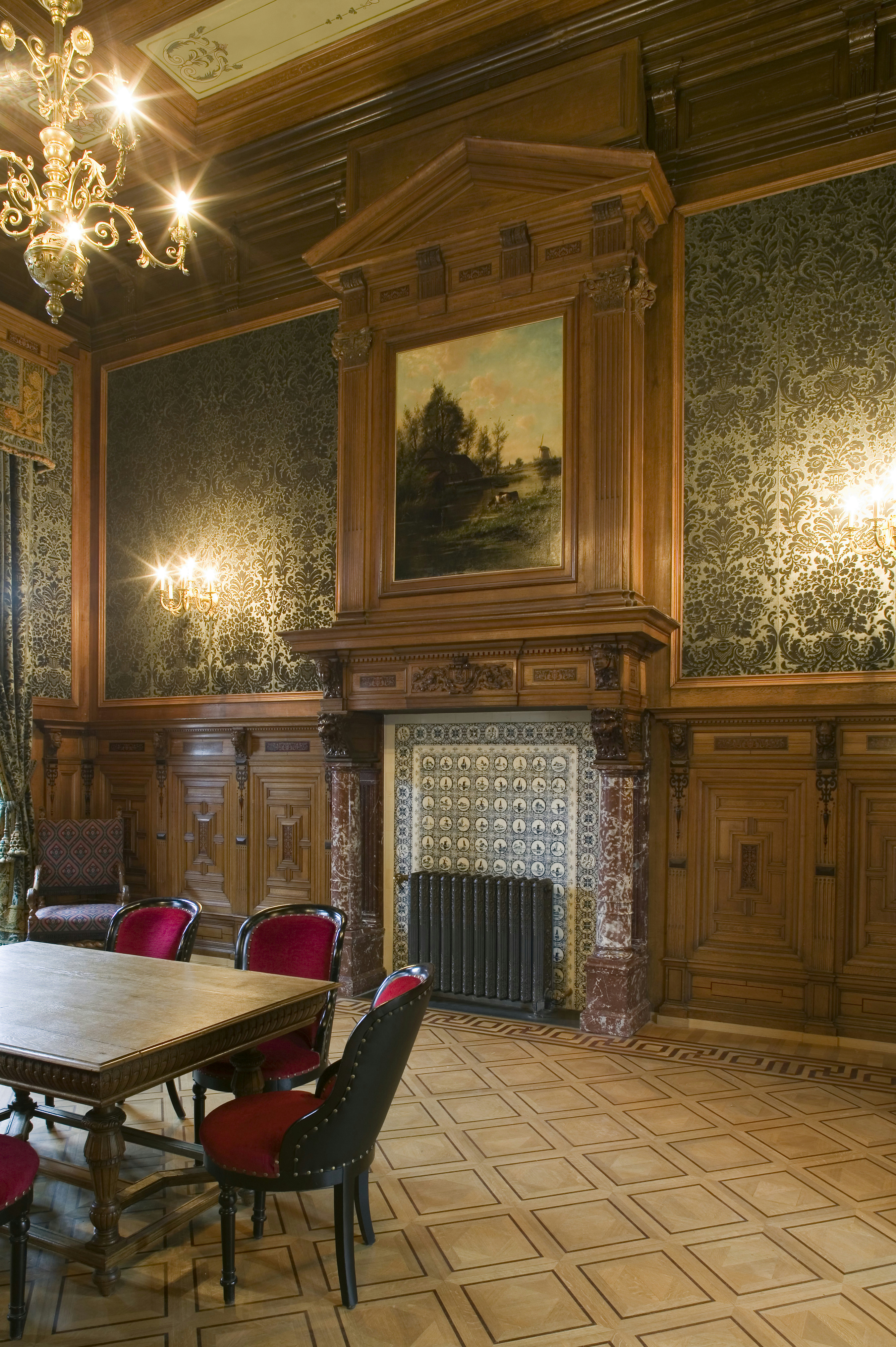
Koninklijke wachtkamer uit Den Haag SS, nu in het Spoorwegmuseum
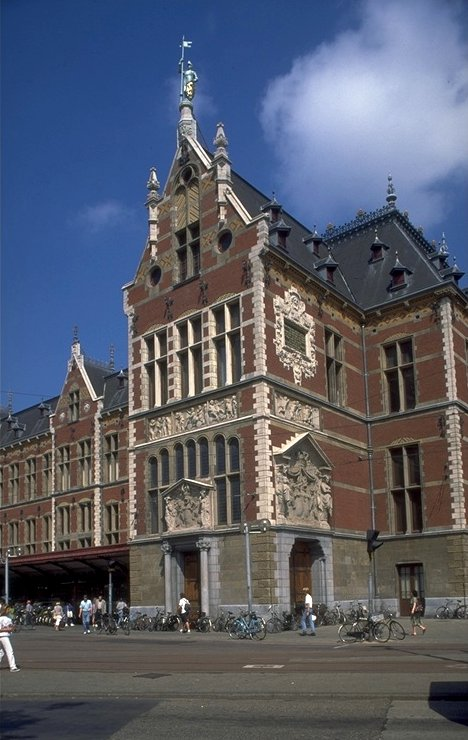
Exterieur koningspaviljoen van Station Amsterdam Centraal
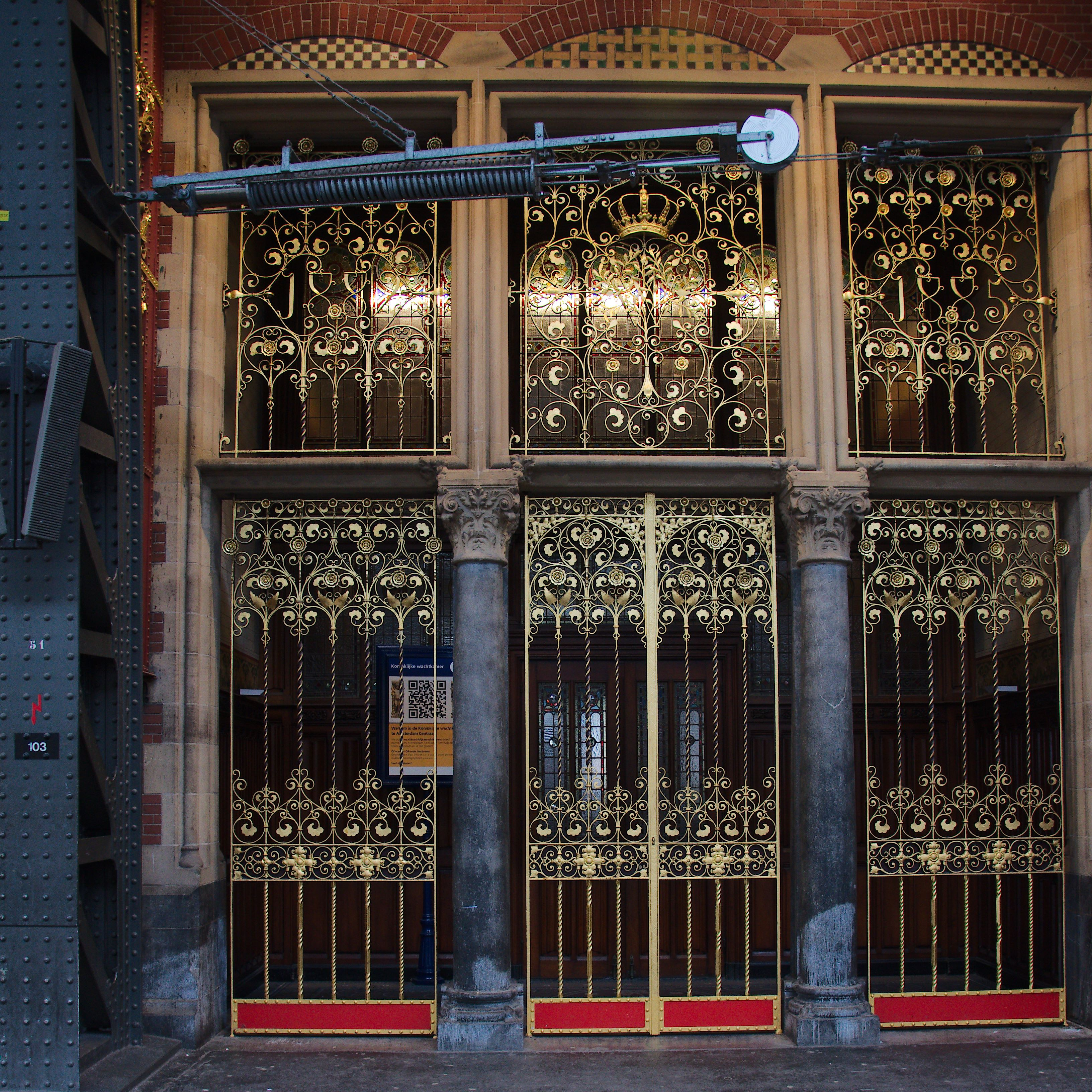
Entree van de koninklijke wachtkamer op station Amsterdam Centraal.
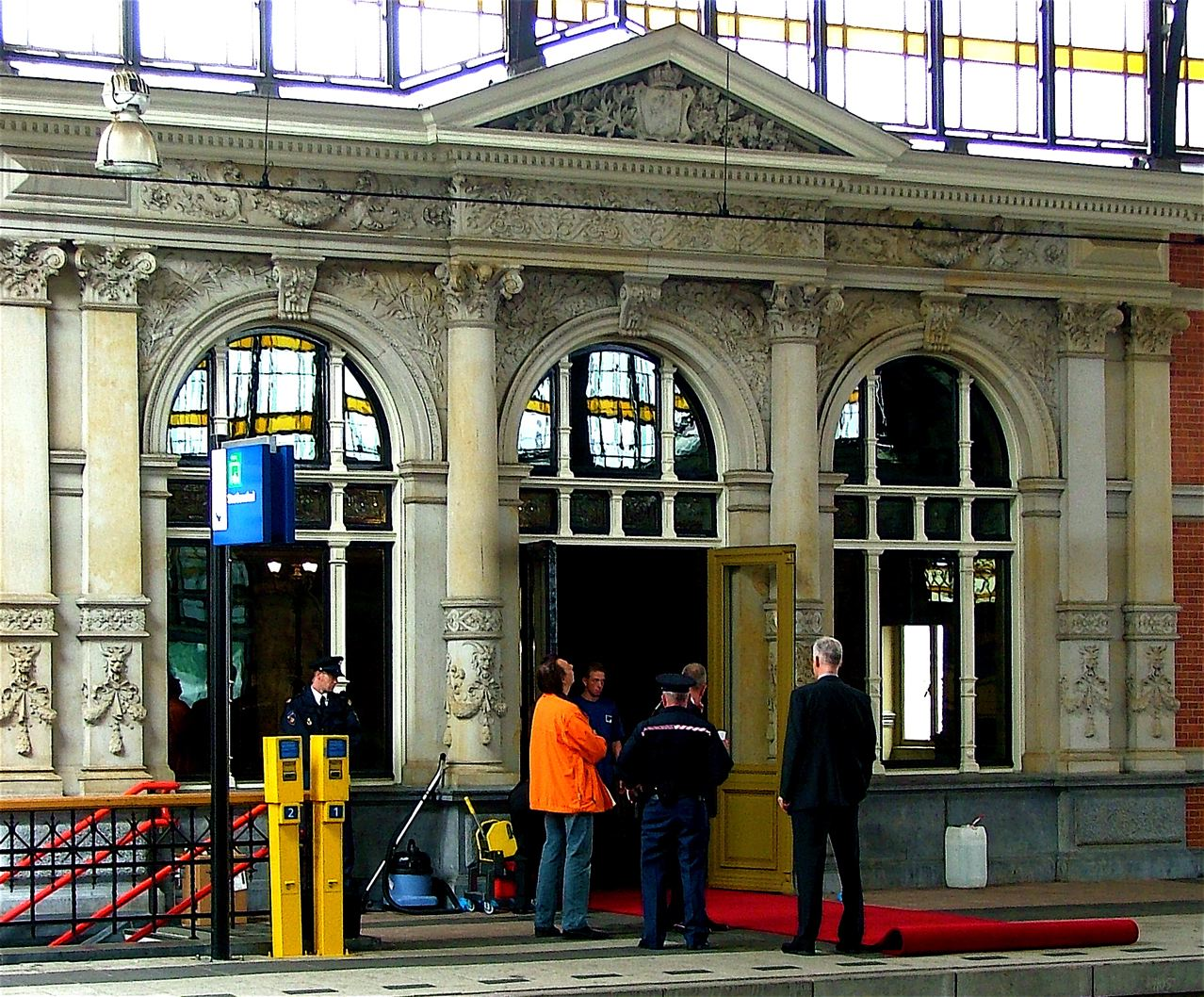
Koninklijke wachtkamer aan het eerste perron van Den Haag HS
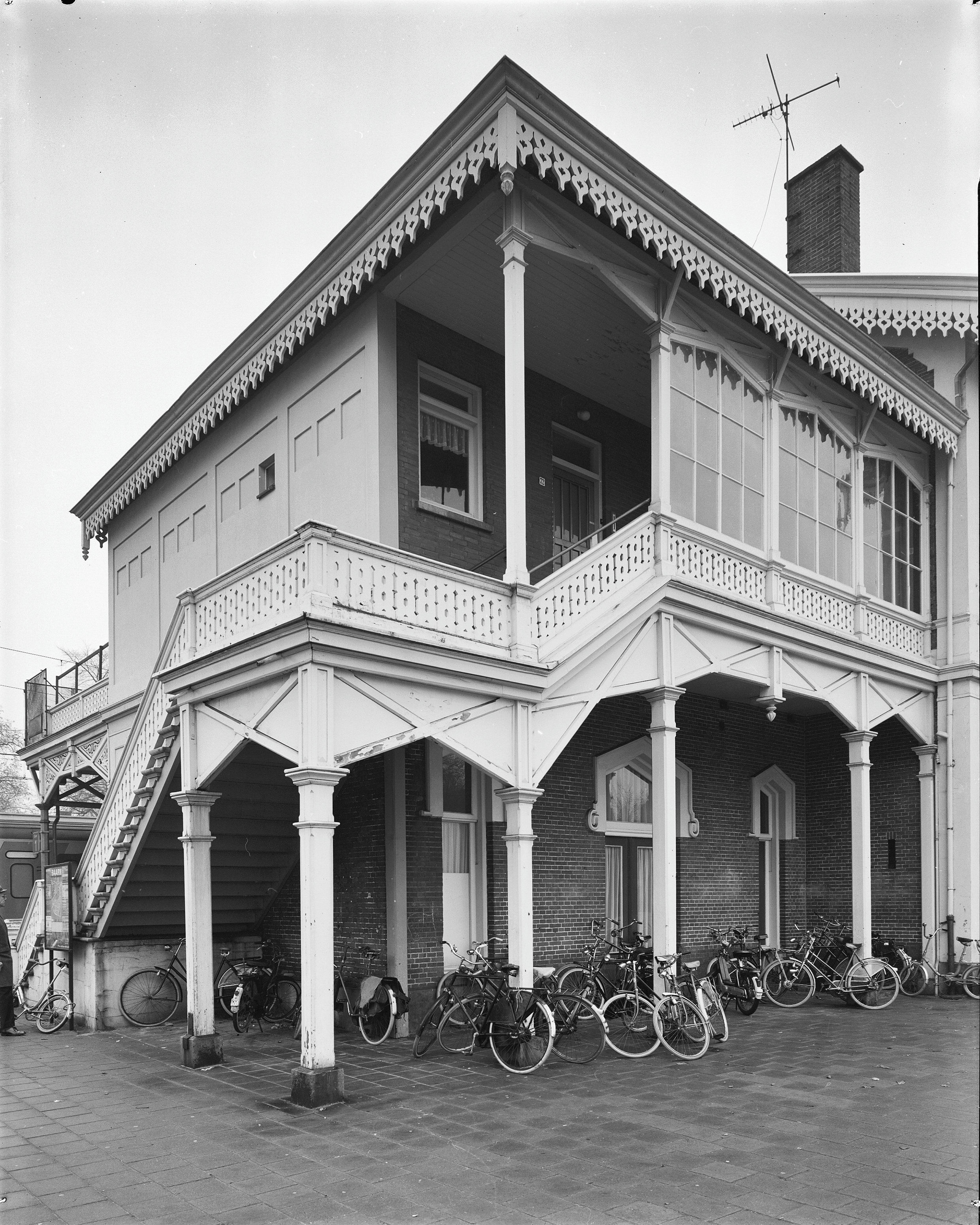
Exterieur van de Koninklijke wachtkamer van Station Baarn

Tijdens een bombardement op de haven van Vlissingen in 1944 werd het station met koninklijke wachtkamer onherstelbaar beschadigd. De koninklijke wachtkamer van Apeldoorn werd in 1976 gesloopt omdat hij nooit meer werd gebruikt. Sindsdien bestaan er in Nederland nog vier koninklijke wachtkamers, waarvan drie op hun oorspronkelijke locatie, die inmiddels alle zijn gerestaureerd.

### Restauratie
De koninklijke wachtkamer van het in 1973 gesloopte Staatsspoorstation in Den Haag werd gedemonteerd en opgeslagen. In 2005 is deze gerestaureerd en geplaatst in het vernieuwde Spoorwegmuseum in het Maliebaanstation in Utrecht. In station Den Haag Hollands Spoor bestaat de koninklijke wachtruimte uit zeven vertrekken met een ruim trappenhuis en vestibule. Deze heeft een gefaseerde restauratie ondergaan van bijna tien jaar. De renovatie van het koningspaviljoen op Amsterdam Centraal duurde twee jaar. In 2013 werd de koninklijke wachtkamer in Baarn aangepakt. Hierbij werd het interieur gerestaureerd. In mei 2014 was de wachtkamer gereed en kon het publiek een kijkje nemen.
Bij de wachtkamer op Amsterdam Centraal werden begin 2018 de twee zijdeuren permanent open gezet en voorzien van grote glazen puien, waardoor bezoekers altijd naar binnen kunnen kijken.

### Gebruik
De wachtkamers zijn eigendom van de Nederlandse Spoorwegen, niet van het koninklijk huis. Het is cultureel erfgoed, dus soms worden de kamers opengesteld, meestal voor vergaderingen, ontvangsten of bezichtigingen.

#### Koninklijk gebruik
In principe worden de koninklijke wachtkamers gebruikt door leden van het koninklijk huis en hun gasten.
Een van de laatste keren dat koningin Beatrix de wachtkamer van station Den Haag HS (Hollands Spoor) gebruikte was op 31 oktober 2004, toen zij met de Poolse president een bezoek aan Breda bracht om te herdenken dat Breda zestig jaar eerder door het Poolse leger werd bevrijd. Op zaterdag 16 juni 2007 maakte koningin Beatrix gebruik van de wachtkamer toen zij per koninklijke trein naar station Barendrecht reisde voor de opening van de Betuweroute. Op 31 maart 2011 werd deze kamer opengesteld voor het publiek toen de Vrijheidstrein werd gedoopt in aanwezigheid van prins Willem-Alexander.
Op 15 februari 2013 werd dezelfde wachtkamer gebruikt door prins Willem-Alexander en zijn gezin voorafgaand aan een wintersportreis naar het Oostenrijkse Lech met een aan de Alpenexpress gekoppeld koninklijk rijtuig. Op 27 april 2017 werd de wachtkamer wederom gebruikt door inmiddels koning Willem-Alexander en zijn gezin voorafgaand aan Koningsdag 2017 in Tilburg, waar zij per trein naartoe reisden.

## Koninklijke wachtkamers in het Verenigd Koninkrijk
In het Verenigd Koninkrijk zijn een aantal stations voorzien van koninklijke wachtkamers. Alle kamers zijn geplaatst in of bij stations die zich bij een koninklijke residentie bevinden.
De volgende Britse stations hadden een koninklijke wachtkamer:
- Station Windsor & Eton Riverside
- Wolferton railway station
- Ballater railway station, in Ballater nabij het vakantieverblijf Balmoral Castle